# Evelyne Audet
Pour les articles homonymes, voir Audet.
Evelyne Audet, née le 17 juillet 1982 à La Malbaie, est une animatrice à la télévision québécoise. Elle s’est fait connaître en animant le jeu télévisé controversé Call-TV, apparu au Québec à l’été 2009. Elle est, depuis, chroniqueuse et animatrice de plusieurs émissions de radio et de télé. Elle a également été journaliste pour La Presse. 

## Biographie
En 1999, elle remporte le prix de la Personnalité jeunesse du Québec Elle fait ses études collégiales en cinéma au Cégep Garneau, à Québec. En 2002, elle reçoit un diplôme du Collège des animateurs radio-télé de Québec. Elle entre ensuite au Conservatoire d'art dramatique de Québec en 2004, mais n’achève pas sa formation. Elle poursuit ses études en débutant un baccalauréat multidisciplinaire en droit, journalisme et langue anglaise. Durant son parcours universitaire, elle est membre de l'équipe de soccer du Rouge et Or. Elle obtient son diplôme en 2008.
Elle effectue un stage à TQS Québec en 2006, puis est engagée à Télé-Mag Québec où elle fait ses débuts comme journaliste et animatrice.
Durant la même période, elle commence à faire de la radio dans Le Show du matin à Énergie 98,9.
En mai 2009, elle anime depuis l’Autriche le quiz controversé Call-TV. Dès son retour au Québec, on l’invite à présenter un prix au Gala des Gémeaux. Elle fut une des invités de Tout le monde en parle à la première émission de la saison, le 27 septembre 2009.
En octobre 2009, elle devient chroniqueuse dans l’émission de sport L’Attaque à 5 sur V.
Peu de temps après, la chaîne Évasion lui confie la barre de l'émission Croisières de rêve.
Evelyne cumulera ensuite plusieurs mandats d'animatrice sur divers chaînes, autant à la radio qu'à la télévision, principalement dans les sphères du voyages et des sports.

## Expériences radio/télé
- 2022 à 2023 - Coanimatrice de l'émission "Derrière le volant", à RDS.
- 2021 - Animatrice de l'émission "La nouvelle garde", 91.9 SPORTS
- 2021 - Animatrice de l'émission "Les Amateurs de sports", radio 98,5 fm
- 2021 - Animatrice de l'émission "Bonsoir les sportifs", radio 98,5 fm
- 2018 à 2020 - Animatrice de l'émission «Le Shore Lunch» à RDS.
- 2011 à 2020 - Animatrice de Croisières de rêve, Évasion
- 2018 - Animatrice de l'émission «Direction la mer» sur Évasion.
- 2012 à 2018 - Journaliste à La Presse
- 2016 - Animatrice Radio Énergie 94,3
- 2016 - Chroniqueuse à l'émission «Espace Découvertes», V
- 2016 - Chroniqueuse à l'émission «Azimut» sur Évasion.
- 2014 - Reporter à l'émission «Sucré Salé», TVA
- 2013 - Animatrice de l'émission "À deux c'est mieux" sur Évasion.
- 2012 - Animatrice des matchs de l'Impact de Montréal au Stade Saputo
- 2011 - Animatrice de HabsTv des Canadiens de Montréal
- 2011 - Chroniqueuse aux sports de Que le Québec se lève, radio 98,5 fm
- 2010 et 2011 – Coanimatrice et chroniqueuse au culturel du Show du matin, V
- 2009 à 2010 – Coanimatrice de l'émission «L’Attaque à 5», V
- 2009 – Animatrice de Call-TV, TQS

## Distinctions
- 2015 - Nomination au gala des prix Gémeaux, pour la meilleure animation, toutes catégories, volet des médias numériques.
- 2015 - Nomination au gala des prix Gémeaux pour la meilleure émission, volet des médias numériques, catégorie affaires publiques, magazine, sport.
- 2016 - Finaliste au Prix québécois du journalisme en loisir pour son article « Et si on s'hydratait trop? » publié dans La Presse en février 2016.